# Jan Jacob Schultens
Jan Jacob Schultens (født 19. september 1716 i Franeker, død 27. november 1778 i Leiden) var en hollandsk filolog. Han var søn af Albert Schultens og far til Hendrik Albert Schultens.
Schultens arvede faderens lærestol ved Leidens Universitet. Alle tre bærere af navnet Schultens er typiske repræsentanter for den grundige ihærdighed og kritiske nøgternhed, som på den orientalske filologis område har karakteriseret den hollandske skole.